# 日本姓氏列表
日本姓氏列表，分別列出日本氏族（貴族）的氏名及現代日本人的姓氏（日本稱「苗字」或「名字」）。

## 日本氏族（氏名）列表

### 貴族姓氏
- 日本皇室（日本天皇，皇太子，宮家（大正天皇前設立的有伏見宮、桂宮、有川宮、閑院宮、山階宮、久邇宮、賀陽宮、朝香宮、東久邇宮、小松宮、北白川宮、竹田宮、華頂宮、東伏見宮、梨本宮，根據第二次世界大戰後新的《皇室典範》，以上十五宮家均已廢除，其成員降為平民，以宮名去掉“宮”字為姓。大正天皇及之後設立的宮家僅有秋篠宮。）

| 01-10 | 藤原 | 源       | 平     | 橘   | 中臣         | 物部 | 蘇我   | 大江   | 菅原 | 清原 |
| 11-20 | 在原 | 日下部   | 惟宗   | 秦   | 安倍         | 阿部 | 足利   | 伊達   | 福澤 | 華岡 |
| 21-30 | 北條 | 後北條   | 本多   | 板垣 | 木下（羽柴） | 前田 | 松平   | 村井   | 永野 | 織田 |
| 31-40 | 大伴 | 真田     | 佐佐木 | 佐竹 | 島津         | 鹽月 | 立花   | 高岡   | 武田 | 尼子 |
| 41-50 | 朝倉 | 長宗我部 | 土師   | 池田 | 今川         | 忌部 | 毛利   | 鍋島   | 新田 | 佐藤 |
| 51-60 | 高丘 | 田中     | 土岐   | 德川 | 上杉         | 山名 | 小早川 | 宇都宮 |      |      |

### 一般姓氏列表
在明治維新以前，超過九成的日本人，因為是平民，不能在有公人在場的情況下使用姓氏。明治天皇在1875年頒布《平民苗字必稱義務令》之後，才逐漸轉變成全民皆稱姓氏。日本姓氏數量約有14萬，其中佐藤、鈴木、高橋、田中、渡邊、伊藤、中村、小林、山本、加藤十大姓占總人口的10%，有1000多萬人。
詳細日本姓氏列表參見：

### あ
- 阿井（日语：阿井氏）
- 明石
- 赤松
- 秋田（日语：秋田氏）
- 秋月
- 秋元（日语：秋元氏）
- 明智
- 朝日（日语：朝日氏）
- 朝比奈（日语：朝比奈氏）
- 芦野（日语：芦野氏）
- 葦間（日语：葦間氏）
- 安島（日语：安島氏）
- 阿蘇（日语：阿蘇氏）
- 阿南（日语：阿南氏）
- 阿倍（日语：阿倍氏）
- 安倍
- 阿部
- 浅井
- 朝倉
- 浅野
- 浅利（日语：浅利氏）
- 足利
- 蘆名
- 姊小路
- 尼子
- 荒尾（日语：荒尾氏）
- 有馬（日语：有馬氏）
- 在原（日语：在原氏）
- 安東（日语：安東氏）
- 安藤
- 井伊（日语：井伊氏）
- 伊王野（日语：伊王野氏）
- 池（日语：池氏）
- 池田
- 石川
- 石田（日语：石田氏）
- 石橋（日语：石橋氏）
- 伊勢（日语：伊勢氏）
- 伊丹（日语：伊丹氏）
- 伊地知（日语：伊地知氏）
- 一条家（公家-摂家）
- 土佐一条氏（日语：一条氏）（土佐大名家）
- 一色
- 伊東（日语：伊東氏）
- 伊奈（日语：伊奈氏）
- 稲沢（日语：稲沢氏）
- 猪苗代（日语：猪苗代氏）
- 今川
- 岩切（日语：岩切氏）
- 岩崎家（財閥家族）
- 忌部（斎部氏）
- 上杉
- 宇喜多
- 浮田（日语：浮田氏）
- 宇田川（日语：宇田川氏）
- 宇都宮（日语：宇都宮氏）
- 梅本（日语：梅本氏）
- 浦上（日语：浦上氏）
- 浦野（日语：浦野氏）
- 占部（日语：占部氏）
- 江川（日语：江川氏）
- 江戸（日语：江戸氏）
- 奥州藤原
- 大内
- 大江（日语：大江氏）
- 大久保（日语：大久保氏）
- 大河内（日语：大河内氏）
- 大崎（日语：大崎氏）
- 大舘（日语：大舘氏）
- 大田原（日语：大田原氏）
- 大伴（日语：大伴氏）
- 大筒木
- 大友
- 大豆生田（日语：大豆生田氏）
- 大村
- 大森（日语：大森氏）
- 小笠原（日语：小笠原氏）
- 小木曽（日语：小木曽氏）
- 奥平（日语：奥平氏）
- 小田（日语：小田氏）
- 織田
- 越智（日语：越智氏）
- 小貫（日语：小貫氏）
- 小野（日语：小野氏）
- 小野崎（日语：小野崎氏）
- 飯富（日语：飯富氏）
- 折笠（日语：折笠氏）
- 小山（日语：小山氏）

### か
- 甲斐（日语：甲斐氏）
- 甲斐庄（日语：甲斐庄氏）
- 蠣崎
- 柏（日语：柏氏）
- 片倉
- 葛城（日语：葛城氏）
- 葛山（日语：葛山氏）
- 加藤
- 金光（日语：金光氏）
- 金沢（日语：金沢氏）
- 鎌倉（日语：鎌倉氏）
- 鎌田（日语：鎌田氏）
- 蒲池（日语：蒲池氏）
- 賀茂県主氏（日语：賀茂氏）（賀茂県主 - 賀茂社社家）
- 賀茂朝臣氏（日语：賀茂氏）（賀茂朝臣 - 陰陽道宗家）
- 川勝（日语：川勝氏）
- 河内（日语：河内氏）
- 紀（日语：紀氏）
- 城井（日语：城井氏）
- 菊池（日语：菊池氏）
- 木曾（日语：木曾氏）
- 木田（日语：木田氏）
- 北畠家
- 吉川
- 木下（日语：木下氏）
- 木村
- 肝付
- 京極
- 清原
- 吉良（日语：吉良氏）
- 櫛橋（日语：櫛橋氏）
- 九条家
- 楠木
- 九戸（日语：九戸氏）
- 工藤
- 黒木（日语：黒木氏）
- 黒田
- 高
- 香宗我部（日语：香宗我部氏）
- 後藤（日语：後藤氏）
- 小西
- 近衛家
- 小早川（日语：小早川氏）
- 小布瀬原（日语：小布瀬原氏）
- 河野（日语：河野氏）
- 惟宗（日语：惟宗氏）
- 古藤（日语：古藤氏）

### さ
- 櫻井（日语：櫻井氏）
- 斎藤
- 酒井
- 榊原
- 坂上
- 坂梨（日语：坂梨氏）
- 相良（日语：相良氏）
- 佐久間（日语：佐久間氏）
- 佐々（日语：佐々氏）
- 佐々木
- 佐竹
- 佐藤
- 里見
- 真田
- 設楽（日语：設楽氏）
- 椎名（日语：椎名氏）
- 斯波
- 島津
- 清水（日语：清水氏）
- 志村（日语：志村氏）
- 志水（日语：志水氏）
- 釈（日语：釈氏）
- 尚（日语：尚氏）
- 少弐
- 進士（日语：進士氏）
- 信州村上（日语：信州村上氏）
- 神保（日语：神保氏）
- 新見（日语：新見氏）
- 新宮（日语：新宮氏）
- 新免（日语：新免氏）
- 陶
- 末吉（日语：末吉氏）
- 菅原（日语：菅原氏）
- 鈴木
- 住友（財閥家族）
- 諏訪（日语：諏訪氏）
- 世良田（日语：世良田氏）
- 千（日语：千氏）
- 千家（日语：千家氏）
- 宗
- 相馬（日语：相馬氏）
- 蘇我

### た
- 平
- 高階（日语：高階氏）
- 鷹司家
- 武田
- 伊達
- 橘
- 立花
- 千坂（日语：千坂氏）
- 茅根（日语：茅根氏）
- 千葉
- 長（日语：長氏）
- 長宗我部
- 津軽（日语：津軽氏）
- 筒井（日语：筒井氏）
- 津野（日语：津野氏）
- 坪内（日语：坪内氏）
- 津守（日语：津守氏）
- 藤堂
- 土岐
- 戸川（日语：戸川氏）
- 得川
- 徳川
- 豊臣（日语：豊臣氏）
- 鳥居（日语：鳥居氏）
- 廿楽（日语：廿楽氏）

### な
- 直江（日语：直江氏）
- 長尾
- 長岡（日语：長岡氏）
- 中臣
- 中原（日语：中原氏）
- 半井（日语：半井氏）
- 那須（日语：那須氏）
- 夏目（日语：夏目氏）
- 鍋島
- 南部
- 仁科（日语：仁科氏）
- 二条家
- 仁平（日语：仁平氏）
- 新田
- 丹羽（日语：丹羽氏）

### は
- 花房（日语：花房氏）
- 秦
- 畠山
- 蜂須賀
- 馬場
- 林
- 大伴氏（日语：伴氏）
- 久松（日语：久松氏）
- 平野（日语：平野氏）
- 平山（日语：平山氏）
- 藤原
- 佛願（日语：佛願）
- 北条
- 後北条
- 細川
- 堀田（日语：堀田氏）
- 星野（日语：星野氏）
- 穂積（日语：穂積氏）
- 本多（日语：本多氏）
- 本間（日语：本間氏）

### ま
- 前田
- 真壁（日语：真壁氏）
- 正木（日语：正木氏）
- 益子（日语：益子氏）
- 松風（日语：松風氏）
- 松浦
- 松平
- 蠣崎氏
- 松見（日语：松見氏）
- 水野（日语：水野氏）
- 水走（日语：水走氏）
- 三浦
- 三宅（日语：三宅氏）

### わ
- 和邇（日语：和邇氏）
- 和気（日语：和気氏）
- 度会（日语：度会氏）
- 和田（日语：和田氏）
- 和知（日语：和知氏）
- 渡辺